# Vilșanka, Jovkva
Vilșanka (în ucraineană Вільшанка) este un sat în comuna Deveatîr din raionul Jovkva, regiunea Liov, Ucraina.

## Demografie
Componența lingvistică a localității Vilșanka
     Ucraineană (100%)
Conform recensământului din 2001, toată populația localității Vilșanka era vorbitoare de ucraineană (100%).